# 緑ヶ岡駅
緑ヶ岡駅（みどりがおかえき）は、かつて北海道釧路市にあった釧路臨港鉄道（現在の太平洋石炭販売輸送）臨港線の駅である。

## 歴史
- 1961年（昭和36年）5月24日：開業。
- 1963年（昭和38年）11月1日：旅客営業廃止に伴い廃駅。

## 駅跡
ファストフード店の駐車場になっている。

## 隣の駅
釧路臨港鉄道
臨港線
東釧路駅 - 緑ヶ岡駅 - 永住町駅